# Скрытая реальность. Параллельные миры и глубинные законы космоса
Скрытая реальность. Параллельные миры и глубинные законы космоса — книга Брайана Грина, опубликованная в 2011 году. В книге рассматривается концепция мультивселенной и возможность существования параллельных вселенных. Она была номинирована на премию Королевского общества Винтона за научные книги за 2012 год.

## Содержание
В своей книге Грин обсудил девять типов параллельных вселенных:
- Условия стёганой мультивселенной в бесконечной вселенной обязательно повторяются в пространстве, создавая параллельные миры.
- Инфляционная мультивселенная утверждает, что вечная космологическая инфляция порождает огромную сеть вселенных-пузырей, одной из которых является наша вселенная.
- Мультивселенная бран. В М-теории, в сценарии мира бранов, наша вселенная существует на одной трехмерной бране, которая плавает в пространстве более высокой размерности, потенциально населенном другими бранами — другими параллельными вселенными.
- Циклическая мультивселенная говорит о том, что столкновения между бранными мирами могут проявляться как начало большого взрыва, порождая вселенные, параллельные во времени.
- Ландшафтная мультивселенная утверждает, что при объединении инфляционной космологии и теории струн множество различных форм для дополнительных измерений теории струн приводит к появлению множества различных пузырьковых вселенных.
- Квантовая мультивселенная создает новую вселенную, когда происходит отклонение событий, как в многомировой интерпретации квантовой механики.
- Голографическая мультивселенная вытекает из теории, согласно которой площадь поверхности пространства может имитировать объём области.
- Симулированная мультивселенная подразумевает, что технологические скачки предполагают, что Вселенная — это всего лишь симуляция.
- Окончательная мультивселенная является конечной теорией, поскольку принцип плодовитости утверждает, что каждая возможная вселенная является реальной вселенной, тем самым снимая вопрос о том, почему одна возможность — наша — является особенной. В этих вселенных воплощены все возможные математические уравнения.

## Отзывы
- Тимоти Феррис в рецензии на книгу в The New York Times Book Review пишет: «Если бы инопланетяне приземлились завтра и потребовали рассказать, на что способен человеческий разум, мы не могли бы сделать хуже, чем вручить им экземпляр этой книги».[1]
- Энтони Дорр в своей колонке «О науке» в газете Boston Globe написал, что «Грин, возможно, лучший посредник, которого я нашел между сверкающим, абсолютным нулем миром математики и теплым, неуклюжим миром человеческого языка». Дорр высоко оценил использование Грином аналогий для объяснения сложных явлений параллельных вселенных.[2]
- Джон Гриббин в Wall Street Journal заявил, что «Скрытая реальность» — «самая слабая книга мистера Грина», но признал, что предыдущие книги Грина «оставили ему такие высокие стандарты, которым он должен соответствовать, что это не удивительно». Гриббин также критиковал отсутствие глубины в некоторых вопросах, таких как М-теория и взаимодействие трехмерных вселенных.[3]
- Publishers Weekly: «Глубокий, но удивительно доступный взгляд на недоуменный мир современной теоретической физики и космологии… Грин представляет ясный, интригующий и триумфально понятный современный взгляд на Вселенную.»
- Джанет Маслин, The New York Times утверждает: «У мистера Грина есть дар разъяснять большие идеи… Захватывающая и полезная… [Скрытая реальность] захватывает и увлекает воображение».[4]
- Джон Хорган из Scientific American «Является ли спекуляция мультивселенными такой же аморальной, как спекуляция субстандартными ипотечными кредитами?». «Недовольство Хоргана тем, что знаменитые физики усиленно пропагандируют мультиверс, похоже, связано с идеей, что это отступление физиков от взаимодействия с реальным миром, что-то морально тупое в эпоху растущих проблем, которые ученые могли бы помочь решить».[5]
- Питер Войт «Мои собственные моральные опасения по поводу мультивселенной больше связаны с беспокойством о том, что псевдонаука усиленно пропагандируется среди общественности, что приводит к опасности того, что она в конечном итоге возьмет верх над наукой, сначала в области фундаментальной физики, а затем, возможно, распространится и на другие».[5]

## В популярной культуре
Книга и её автор были представлены в телесериале «Теория большого взрыва» в 20 эпизоде четвёртого сезона «The Herb Garden Germination».